# Place de la République (Strasbourg)
Pour les articles homonymes, voir Place de la République.
La place de la République est située dans le quartier de la Neustadt (« nouvelle ville » en allemand) à Strasbourg.

## Situation et accès
La station « République » sur la place est l'un des principaux points de correspondances du réseau de transports en commun de l'agglomération. Elle est desservie par les lignes B, C, E et F du tramway de Strasbourg, ainsi que par les lignes de bus L6, 15 et 72.

## Origine du nom
La place de la République s'appelait précédemment place de l'Empereur, en allemand Kaiserplatz et change de nom en 1918. Pour l'historien André Rauch, « La place de la République devient républicaine en ce sens qu’elle porte la gloire d’avoir renversé l’empire et parce qu’elle poursuit la gestion administrative de la cité, dans un premier temps au moins. Mais c’est l’érection du monument aux Morts en 1936 qui va véritablement officialiser sa symbolique républicaine ».

## Historique

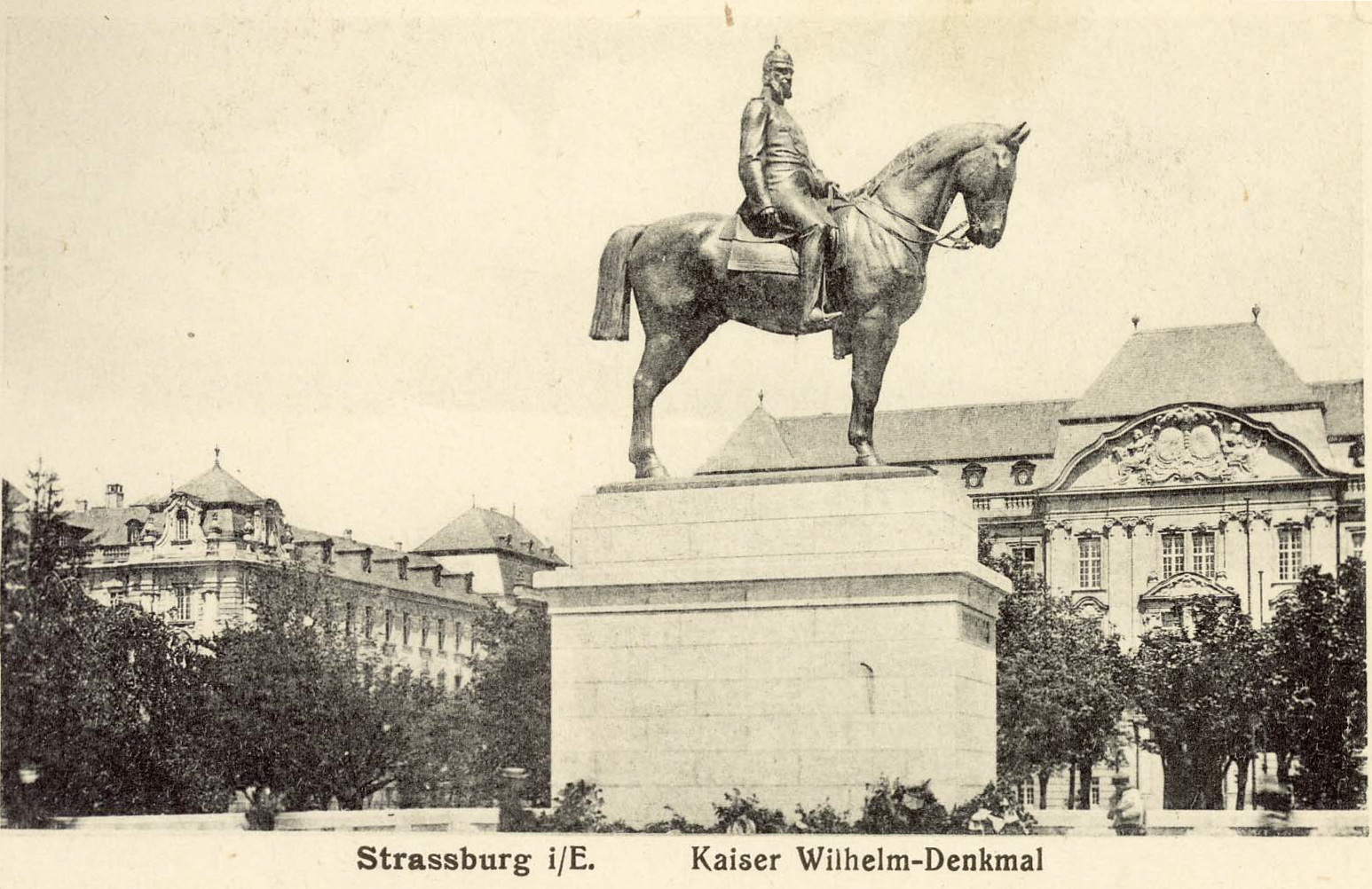
Le Monument à Guillaume Ier (1911) de Ludwig Manzel, érigé au centre de la Kaiserplatz.

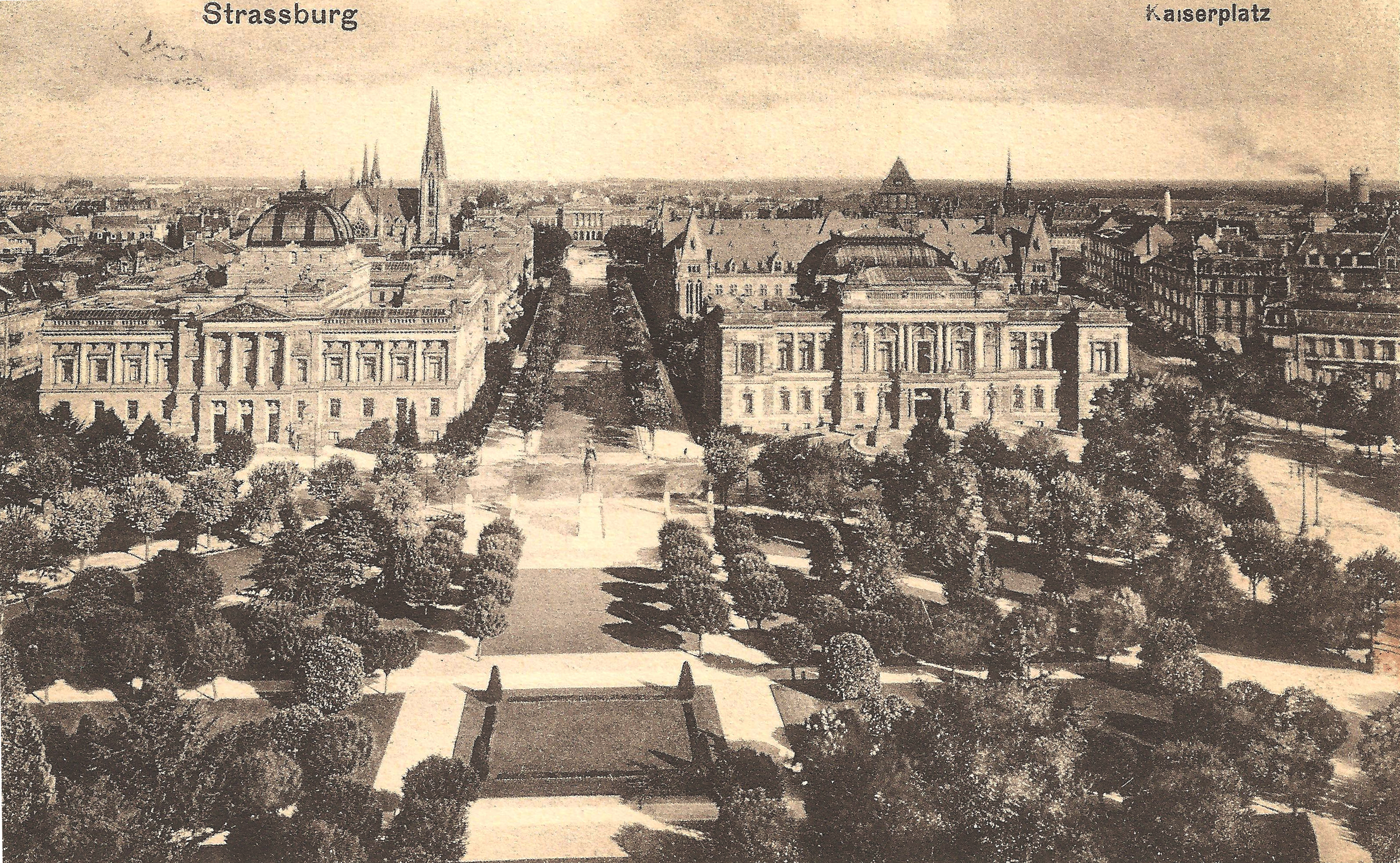
La place vers 1910.

Aménagée à partir de 1883 par les autorités allemandes dans le cadre d'un vaste plan d'urbanisme, la « Kaiserplatz » (place impériale) constitue le point de jonction entre la cité historique et la nouvelle ville. La place conçue par Johann Carl Ott, architecte de la ville de Strasbourg, est achevée en 1887. Elle symbolise l’avènement du nouveau pouvoir allemand. Elle prend le nom de place de la République en 1919 après le retour de l'Alsace-Lorraine à la France.
Cinq édifices prestigieux y furent élevés : le palais impérial, le palais de la diète d'Alsace-Lorraine, la bibliothèque nationale et universitaire de Strasbourg et les deux bâtiments du Ministère d'Alsace-Lorraine, mêlant différents styles architecturaux (renaissance italienne, baroque, classique) et formant un des seuls exemples de complexe de type « monumental berlinois ».
Au centre de la place se trouve un jardin de forme circulaire agrémenté par plusieurs arbres centenaires remarquables, en particulier les quatre ginkgo biloba ; ces arbres auraient été offerts à Guillaume Ier par l'empereur du Japon Mutsuhito vers 1880,,.
En 1911, une statue équestre de Guillaume Ier par Ludwig Manzel vient compléter l'aménagement. Elle disparaît au lendemain de la Première Guerre mondiale. En 1919, un avion biplan allemand capturé par les Français est installé sur le socle de la statue. Il est finalement remplacé par le monument aux morts.
En 1940, au cours de la seconde annexion allemande, elle devient la « Bismarckplatz » (place Bismarck). Elle reprendra le nom de place de la République en 1945.
Deux hêtres plantés entre 1883 et 1887 sont déracinés lors d'un orage survenu dans la nuit du 19 au 20 juin 2019.

## Bâtiments remarquables et lieux de mémoire
Les cinq bâtiments édifiés sur cette place figurent parmi les plus beaux exemples de l'architecture wilhelmienne.

### Palais impérial
Le palais impérial, actuel palais du Rhin, construit entre 1883 et 1888 par l'architecte Hermann Eggert dans le style néo-renaissance germanique. Édifié pour accueillir l'empereur lors de ses visites à Strasbourg, il marque le rattachement de la ville à l'Allemagne, et s'inscrit dans un programme de rénovation urbaine de grande ampleur. Il abrite depuis 1920 la Commission centrale pour la navigation du Rhin, d’où son nom actuel, plus ancienne organisation internationale au monde.

### Palais de la diète d'Alsace-Lorraine
Le palais de la diète d'Alsace-Lorraine, actuel théâtre national de Strasbourg, est construit entre 1888 et 1899 par les architectes August Hartel et Skjold Neckelmann. Il accueillit dans un premier temps les sessions de la diète d'Alsace-Lorraine. En 1911, il devient le parlement d'Alsace-Lorraine (Landtag) jusqu'à la fin de la Première Guerre mondiale. Il a accueilli le conservatoire de musique puis le théâtre national de Strasbourg (TNS). Rattaché depuis 1972 au ministère de la Culture, il est le premier théâtre national implanté en province.

### Direction régionale des Finances publiques Grand Est et département du Bas-Rhin, et hôtel de préfecture du Bas-Rhin
La Direction régionale des Finances publiques Grand Est et département du Bas-Rhin et l'hôtel de préfecture du Bas-Rhin, anciens bâtiments du ministère d'Alsace-Lorraine(« ministère Est » et « ministère Ouest »), furent édifiés en 1902 et 1911.

### Bibliothèque nationale et universitaire de Strasbourg
La Bibliothèque nationale et universitaire de Strasbourg, bâtie par les architectes Hartel et Neckelmann, fut inaugurée en 1895 est aujourd'hui la seule bibliothèque en France à bénéficier du double statut national et universitaire. Elle constitue un des plus grands fonds de France après celui de la Bibliothèque nationale de France à Paris : plus de trois millions de volumes et de 8 000 manuscrits, dont 700 manuscrits du Moyen Âge.

### Monument aux morts de Strasbourg
Le Monument aux morts de Strasbourg a remplacé une statue équestre de l'empereur Guillaume Ier réalisée par Ludwig Manzel en 1911. Déboulonnée en 1918, elle fut d'abord remplacée par un petit avion, prise de guerre aux Allemands. Un premier monument aux morts est érigé en 1919 aux abords de la place. Le monument actuel, situé au milieu du jardin central, est inauguré en 1936 par le président de la République Albert Lebrun. Il porte comme seule inscription « À nos morts » sans mentionner la patrie pour laquelle les soldats sont tombés. Le groupe en pierre représente une mère — symbolisant la ville de Strasbourg — tenant sur ses genoux ses deux enfants mourants, l'un allemand et l'autre français. Ils se sont combattus et devant la mort enfin ils se rapprochent. L'œuvre a été réalisée par Léon-Ernest Drivier. C'est l'un des rares monuments aux morts pacifistes français. Les traits de cette statue traduisent la douleur qu'ont causé les pertes de la guerre en ce qui concerne son bilan humain. Durant la Seconde Guerre mondiale les Nazis n'y ont d'ailleurs pas touché.
Depuis le palais du Rhin, la perspective de l'avenue de la Liberté bordée par le vaste hôtel des Postes, l'hôtel des Douanes et l'église Saint-Paul est close par le palais universitaire (ancienne Kaiser-Wilhelms-Universität) édifié en 1884 sous le contrôle du jeune architecte Otto Warth, et qui accueille aujourd'hui encore certaines filières universitaires (histoire, histoire de l'art, théologie, etc.). Il est considéré comme l'un des plus beaux monuments construits sous l'ère allemande. On dit que son architecte habitait un des immeubles de la place de l'Université, qu'il avait construit pour lui en face du bâtiment.

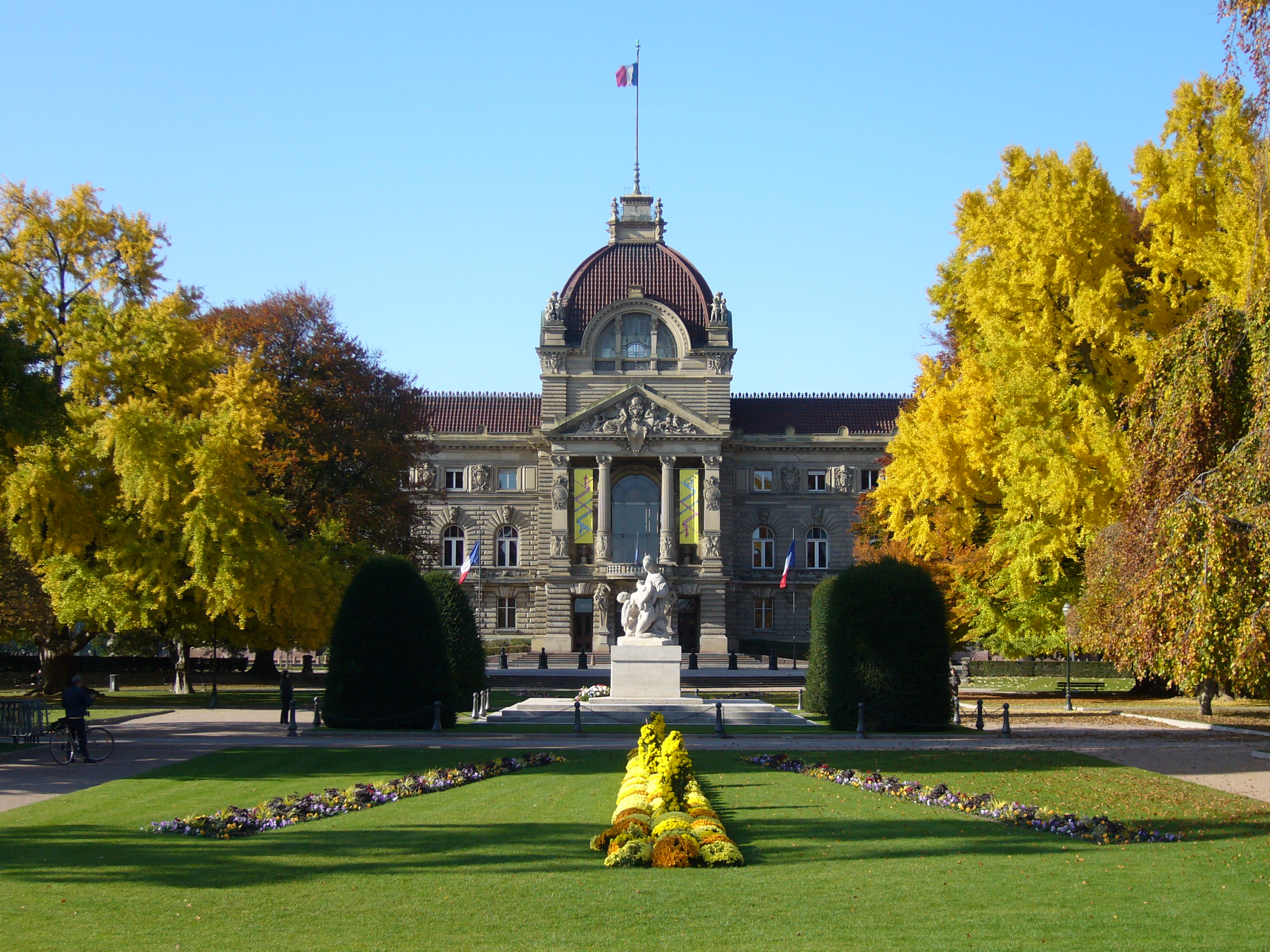
Le palais du Rhin.
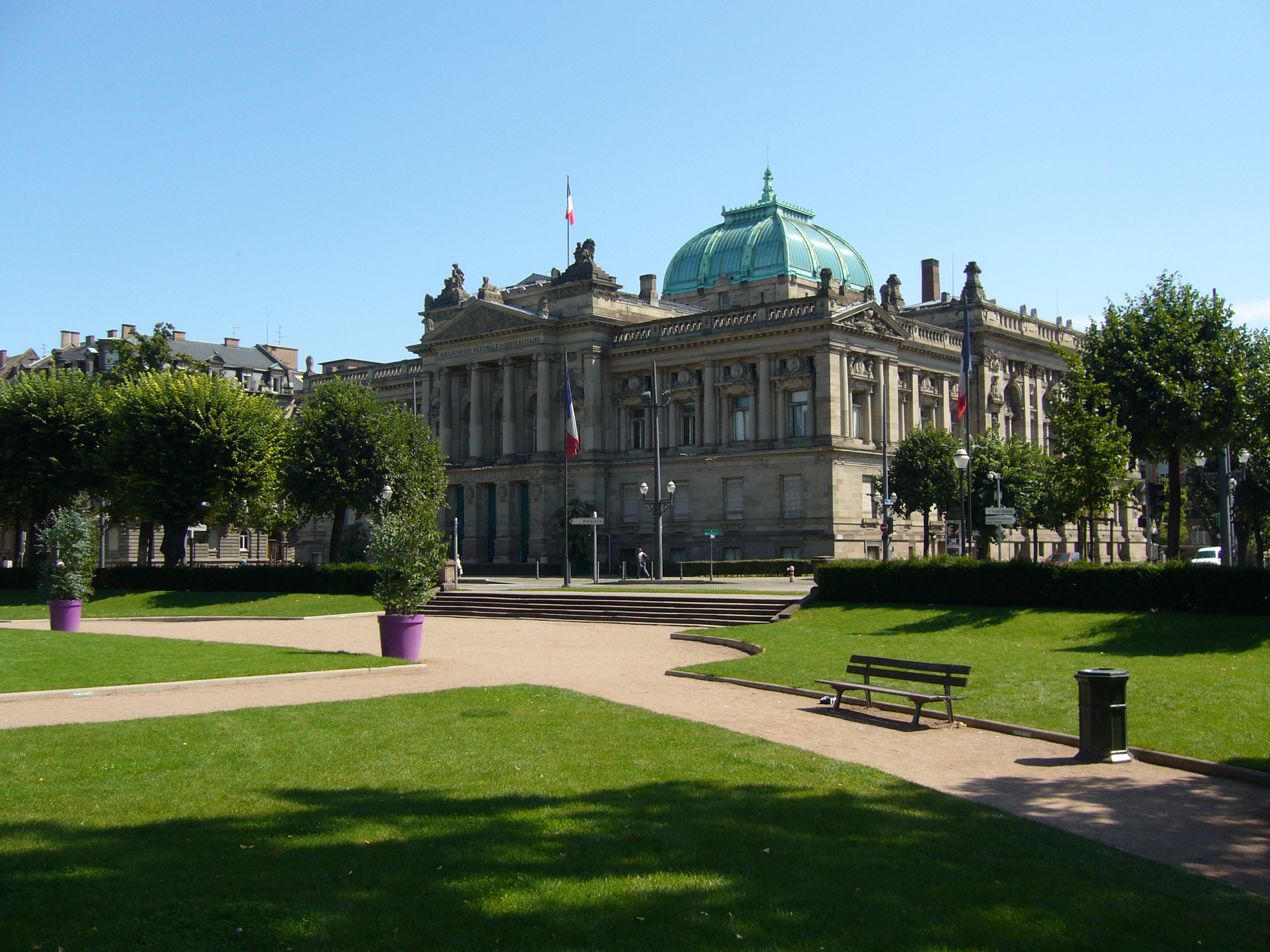
La Bibliothèque nationale et universitaire.
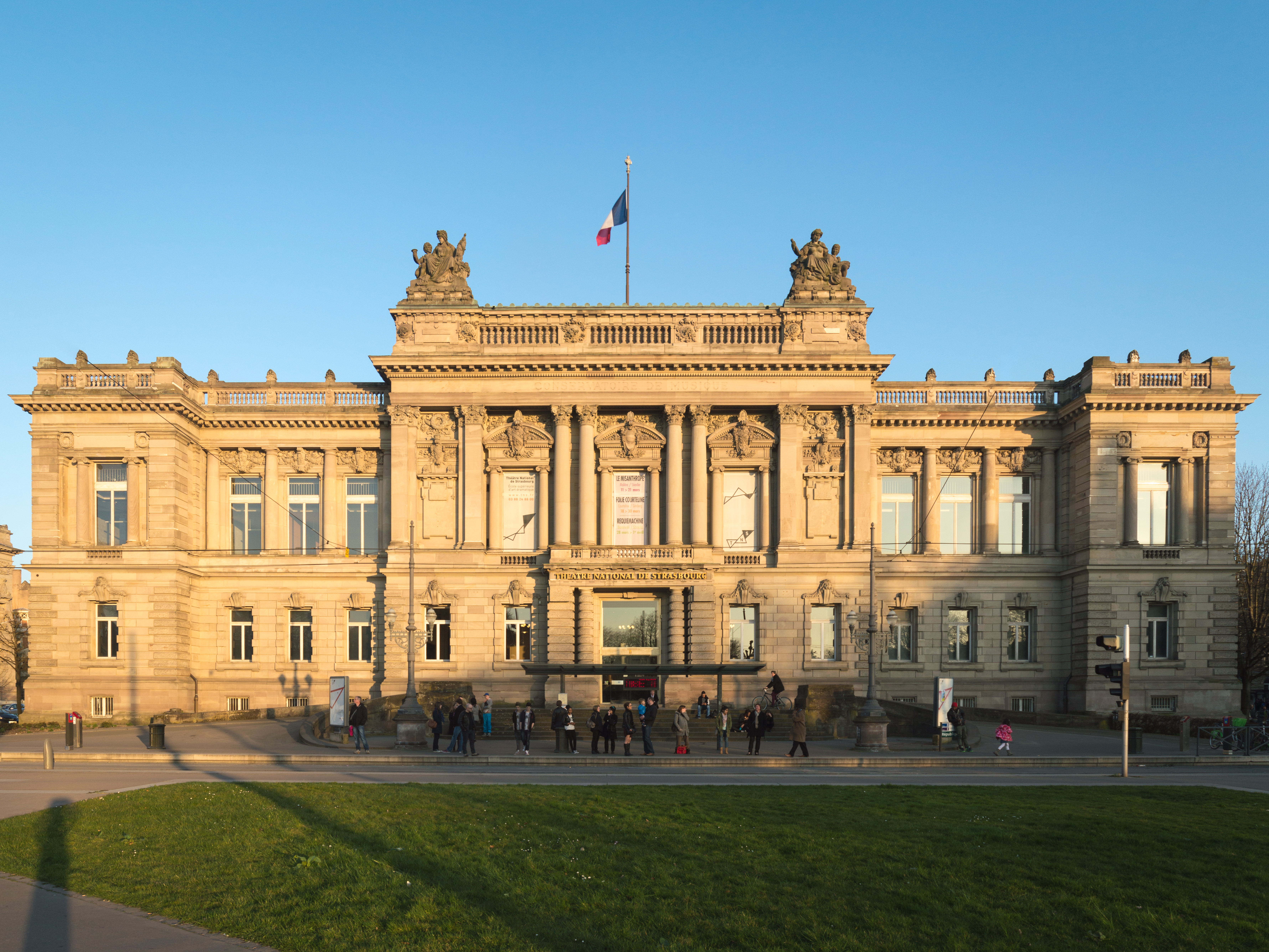
Le Théâtre national de Strasbourg.
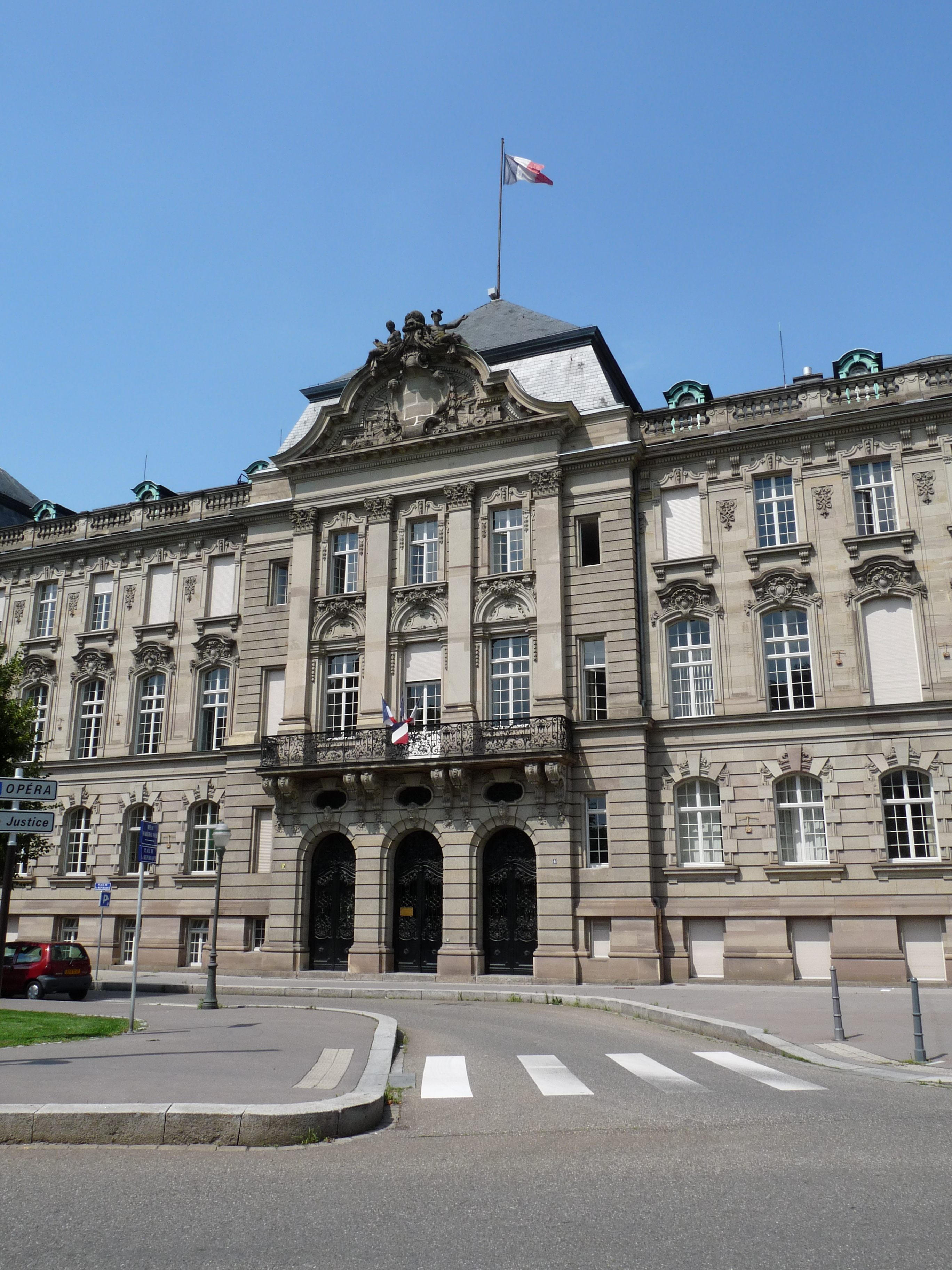
La Direction régionale des Finances publiques.
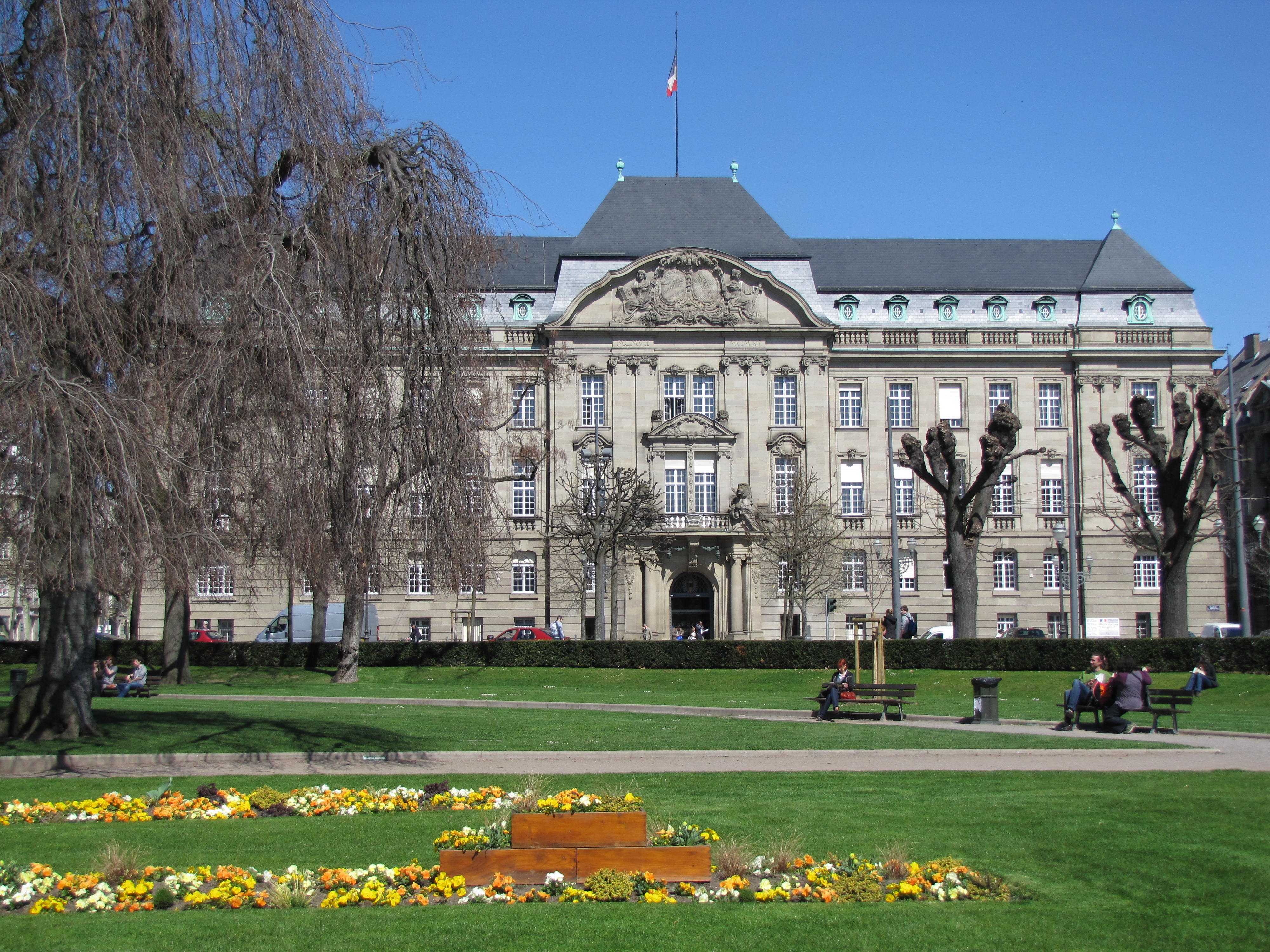
La préfecture.
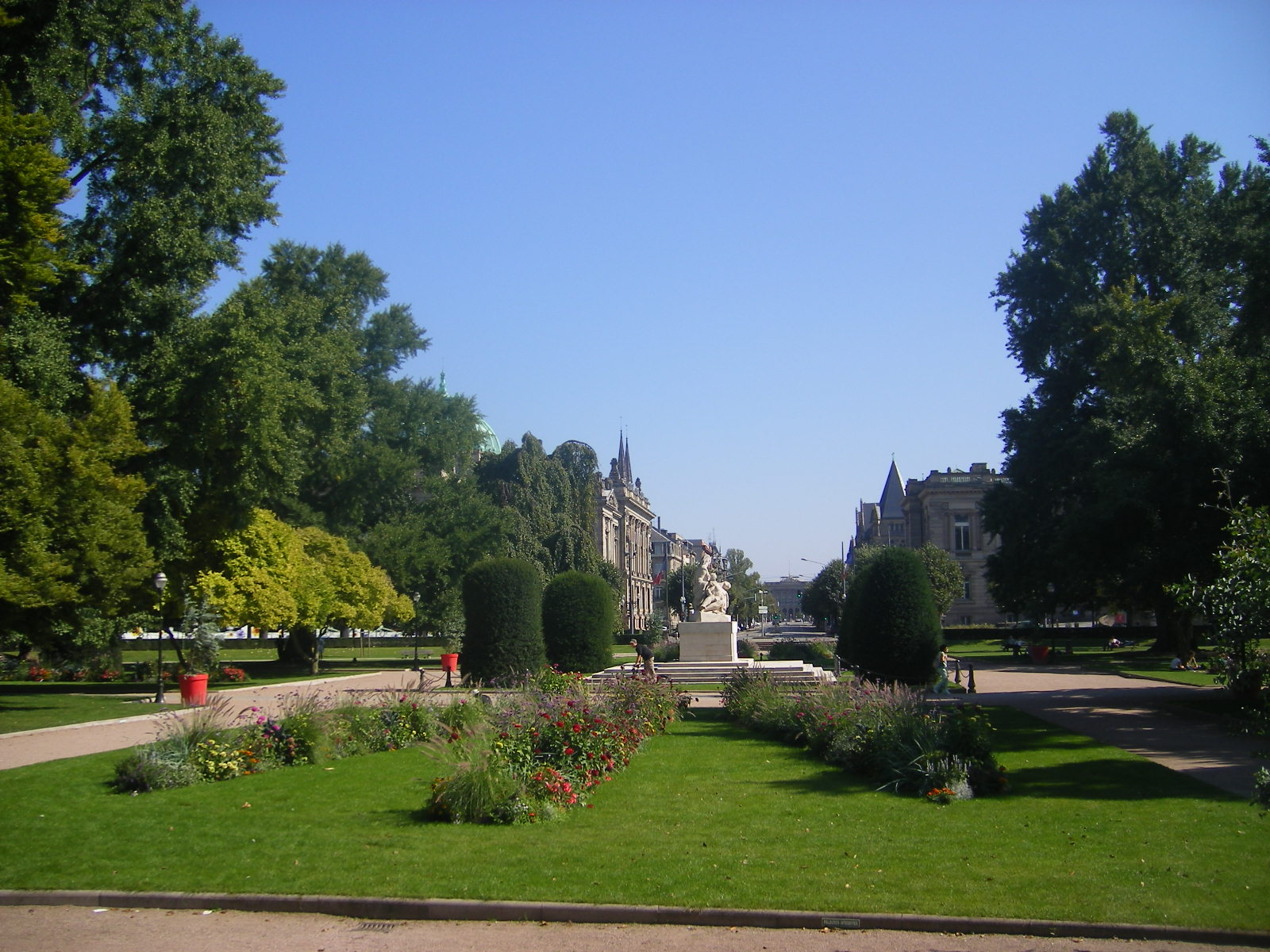
Perspective vers la place de l'Université.